# Marmara Gölü
Der Marmara Gölü (auch Gygischer See) ist ein See in der westtürkischen Provinz Manisa.
Der Marmara Gölü liegt in der historischen Landschaft Lydien.
Der 44,5 km² große See befindet sich auf einer Höhe von 79 m am nördlichen Rand einer alluvialen Ebene, die von dem Fluss Gediz durchflossen wird. Die Kreisstadt Gölmarmara befindet sich knapp 10 km nördlich des Sees. Die Stadt Salihli und die Ruinen der lydischen Hauptstadt Sardes liegen 15 km südsüdöstlich des Marmara Gölü. Vom südlich verlaufenden Gediz führt ein Zuleitungskanal zum See sowie ein Ableitungskanal vom See zu einer flussabwärts gelegenen Stelle des Gediz.
Der See dient der Bewässerung der südlich, unterhalb des Damms, gelegenen Ackerflächen.
Der Marmara Gölü gilt als ein wichtiges Vogelhabitat.
Klimawandel und Bewässerungsprojekte führten dazu, dass der See in den 2020er Jahren komplett austrocknete.